# Leuchtfeuer Wessek
Das Leuchtfeuer Wessek steht auf dem Truppenübungsplatz Putlos, an der Grenze zum Weißenhäuser Strand. Es zeigt als Warnfeuer die Sperrzeiten für die Schießgebiete in der Kieler Bucht an.
Der 1986 errichtete weiße Betonturm mit rotem Laternenhaus, Galerie und rundem Flachdach zeigt lichtstarke Blitze, wenn vom Truppenübungsplatz Putlos und Truppenübungsplatz Todendorf auf Luft- und Seeziele geschossen wird. Die roten (Putlos) und gelben (Todendorf) Lichtsignale werden von 400 Watt starken Halogenmetalldampflampen erzeugt. Neben dem Turm steht ein bungalowähnliches Gebäude, das zur optischen und Radarüberwachung des Warngebietes genutzt wird.
Das Leuchtfeuer Wessek gehört zu einer Kette von insgesamt sechs Warnfeuern in diesem Gebiet. Es sind von Ost nach West: Leuchtfeuer Heiligenhafen, Leuchtfeuer Blankeck, Leuchtfeuer Wessek, Leuchtturm Neuland, Leuchtfeuer Hubertsberg und Leuchtfeuer Heidkate.

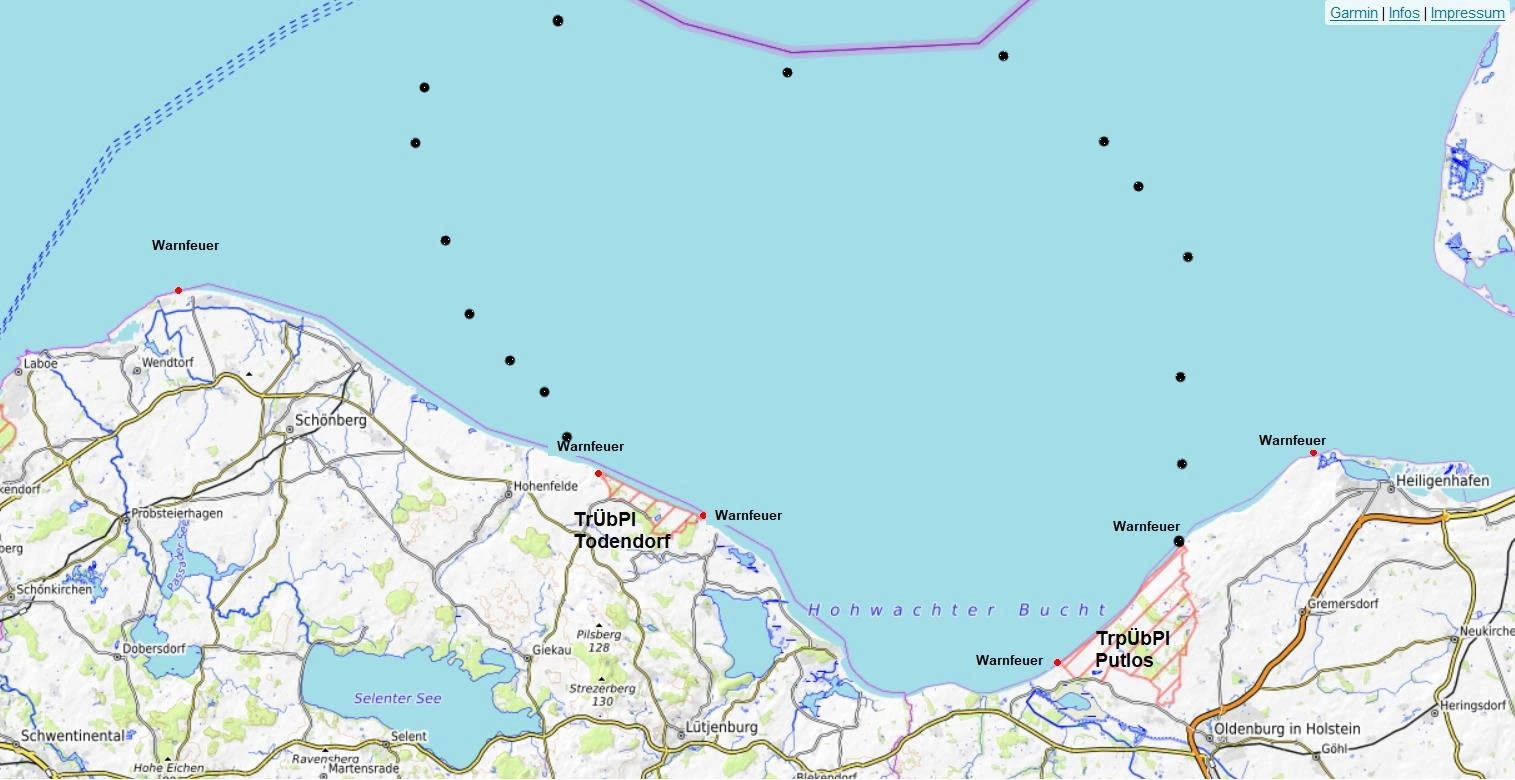
Lage der Warnfeuer an der Küste der Hohwachter Bucht